# Heinrich Beta
Heinrich Beta (eigentlich: Johann Heinrich Bettziech) (* 28. März 1813 in Werben; † 31. März 1876 in Berlin) war ein deutscher Nationalökonom, Publizist und Atheist.

## Leben
Heinrich Beta war der Sohn von Christian Gottfried Bettziech und Marie Sabine Schröter. Der Vater war sorbischer Abstammung, der Name seiner Familie schrieb sich ursprünglich „Bettsciech“ oder „Budzitsch“.
Beta studierte von 1834 bis 1838 an der Universität Halle Philologie, Philosophie und Naturwissenschaften, wo ihn die philosophischen Ansichten Arnold Ruges beeinflussten. Er schrieb Beiträge in den von Ruge herausgegebenen Hallischen Jahrbüchern für Kunst und Wissenschaft, ein damals bekanntes Organ der „umstürzlerischen Gesellschafts- und Culturkritik“. In dieser Zeit war Beta Junghegelianer.
Nach seiner Promotion übersiedelte er 1838 nach Berlin und wurde Redakteur des literarisch-kritischen Teils von Friedrich Wilhelm Gubitz’ Der Gesellschafter oder Blätter für Geist und Herz. Im Jahr 1844 lernte er Julius Faucher und John Prince-Smith kennen, mit denen er 1846 den manchesterliberalen Berliner Freihandelsverein gründete. Unter dem Einfluss Feuerbachs und Ruges äußerte Beta 1845 den philosophischen Gedanken „Arbeit macht frei. […] Die Arbeit, der Fleiß, ist die nothwendige Bewegung alles Lebenden um seiner selbst willen, […] Bethätigung und Genuß der Freiheit, welche nur dadurch wirklich wird, dass sie sich jeder Freiheitsfähige täglich erwirke und erwerke.“
Heinrich Beta heiratete Franziska Thebesius (1817–1848), mit der er 1845 den Sohn Ottomar (1845–1913) hatte, der später als Autor antisemitischer Schriften bekannt wurde.
In den Erinnerungen eines Flüchtigen berichtete er später: „Ja, ich kann mir hier öffentlich nachrühmen, daß ich vom König Friedrich Wilhelm IV. selbst der erste Märtyrer der Presse unter seiner Regierung genannt ward, und deren Geschichte – die der neuen Zeit – mit Confiscation meines ersten Buches anfing.“
Während der 1848er Revolution gab Beta Flugblätter heraus. Wegen des Verbotes des von ihm redigierten Berliner Krakehlers soll ihm eine Verurteilung von „zwei bis neun Jahren“ Zuchthaus gedroht haben. Von Berlin emigrierte er nach eigenen Angaben ins dänische Lehmberg an der Ostsee und 1849 nach London.
Im Londoner Exil hatte Beta 1850 mit Mathilde Rolf, die er 1852 oder 1853 heiratete, eine voreheliche Tochter namens Clara. Regelmäßige Beiträge aus London für Ernst Keils Gartenlaube und populärwissenschaftliche Zeitschriften sicherten seine Existenz und beeinflussten das Englandbild des deutschen Bürgertums. 1859 war er zusammen mit Gottfried Kinkel einer der Initiatoren des Londoner Schillerfestes. Beta zählte sich selbst zum bourgeoisen, antikommunistischen Londoner Freundeskreis Kinkels. Allerdings bezichtigte er Kinkel persönliche Intrigen gegen ihn zu initiieren, die ihn unter den deutschen Exilanten ins Zwielicht stellen sollten. Nach der allgemeinen Amnestie 1861 bei der Thronbesteigung Wilhelms I. von Preußen kehrte er zurück nach Deutschland und veröffentlichte Artikel in deutschen und ausländischen Zeitschriften. Sein Buch über Fischzucht fand die große Beachtung Alfred Brehms. Beta war in den letzten Lebensjahren an Gicht erkrankt und auf einen Rollstuhl angewiesen.
Dargestellt ist Beta auf einem Gruppenbild von Ludwig Löffler Berliner Schriftsteller auf einer Landpartie am Schlachtensee, das ihn u. a. mit Fanny Lewald, Louise Mühlbach, Otto Roquette, Adolf Stahr, Julius Rodenberg und Theodor Fontane zeigt.

## Beta – Freiligrath – Marx
Beta verfasste einen Artikel über Freiligrath und startete zugleich einen persönlichen Angriff auf Marx.

„Karl Marx, des Meisters in Erregung und Verbreitung grimmigen Abscheues vor Demokratie, die er in wahnsinnigster communistischer Verirrung und in giftspritzendem Hasse gegen alle, auch demokratischen Nichtcommunisten giftig und geistreich zu vertreten suchte.
Wir können mit unserer heiligen Verehrung des Dichters keine Abgötterei verbinden. Deshalb muß es hier gesagt werden, daß Freiligrath unter dem Einflusse dieses unglückseligen Virtuosen des Hasses, der viel Geistreiches, aber nie einen edeln Gedanken geschrieben, seine Stimme, seine Freiheit, seine Charakterstärke verlor. Seitdem ihn Karl Marx angehaucht, sang Freiligrath nicht oft mehr.“

„Was die ‚Intrigen‘ von Kinkel etc. gegen ihn betreffe, so habe er sich allein dafür zu danken. Warum mache er sich gemein mit den Kerlen? Endlich wünschte ich zu wissen, was Nr. 43 der ‚Gartenlaube‘ enthalte. Da kam dann heraus, daß Herr Freiligrath mit Herrn Beta auf sehr intimem Fuß stand, ihn in seinem eignen Haus bewirtet hat und von Beta eine lobhudelnde Biographie seiner selbst und Apotheose seiner Familie ‚geduldet‘ hat, aber nur zürnte, daß Beta am Schluß (natürlich auf Kinkels Auftrag) Fs Poesie vernichtet werden läßt zugleich mit seinem Charakter – durch mich. Ich bin schuld daran, daß Herr Freil, der in Originalien nie sehr fruchtbar war, seit Jahren Bankiergeschäfte statt Poesiegeschäfte macht. Herr Freil schämte sich nicht vor mir, daß er mit dem Lump Beta, dem ehemaligen Subredakteur des Louis Druckerschen ‚Howdoyoudo?‘ sich encanailliert. Noch der plumpen Schmeicheleien des grundgemeinen Kerls. Es chokierte ihn, daß er vor dem Publikum als von mir ‚beeinflußt‘ erscheine. Es war ihm nicht klar, ob er nicht etwas darüber erklären solle. Bloß die Furcht einer Gegenerklärung meinerseits hält ihn ab. Der Kerl findet es ‚naturgemäß‘, daß, wenn er einen Furz läßt, Hallo geschrieen; daß er einerseits dem Mammon dient, andrerseits ‚Priester der Muse‘; daß seine praktische Charakterlosigkeit theoretisch als ‚politische Tugend‘ gepriesen wird. Der Mensch ist empfindlich beim kleinsten Nadelstich. Seine kleinen Komödiantenzänkereien hinter den Kulissen mit Gottfried behandelt er als wichtige Intrigen. […] Der Mensch denkt, meine Frau muß die Gemeinheiten gegen mich vor dem Publikum noch dankbar in den Kauf nehmen, im Bewußtsein, daß Frau Freil verherrlicht und gefeiert wird und daß sogar sein Käthchen, die kein Deutsch versteht, diese silly goose, dem deutschen Philister anempfohlen wird. Der Mensch hat auch nicht die Spur freundschaftlicher Sympathie. […] Dennoch kann und darf ich es mit diesem Burschen zu keinem éclat bringen.“

„Ein geschmackloser Artikel über mich in No. 43 der ‚Gartenlaube‘ (mit gutem Portrait) hat mich eigentlich mehr belustigt als geärgert, obgleich die Weise, in der er Stellung zu Marx beleuchtet, eben so einfältig als durchaus aller Begründung entbehrend ist. The fact is, daß jener Artikel von einem blinden Anhänger Kinkels herrührt, der es mir, wie die ganze Clique, nicht vergeben kann, daß ich meine persönlichen freundschaftlichen Beziehungen zu Marx festhalte. […] Marx hat jedenfalls das Verdienst, alle alten Gehässigkeiten seit einiger Zeit wieder ausgegraben zu haben, – Kinkel aber soll auch nur das Maul halten. […] Die obigen Notizen über Kinkel, Marx cc. sind nur für Dich – nicht für die Glocke! Ich bitte Dich sehr, sie als confidentiell betrachten zu wollen.“

„Ich weiß nicht, ob Sie einem geschmaclosen Artikel über mich in der Gartenlaube No. 43 gelesen haben. Meine Stellung zu Marx ist darin grundfalsch dargestellt worden. Ich bin durchaus unabhängig von Marx, aber freilich auch von – Kinkel, aus dessen nächstem Kreise jene Dummheit hervorgegangen ist. Seit längerer Zeit hat jede Clique ihr Möglichstes gethan, mich zu sich herüberzuziehen, (NB. meine frühere Parteistellung zu Marx, in 1848/49, ist im Lauf der Jahre zu einer rein persönlichen geworden), u. weil ich […] erlebe jetzt von der Kinkelschen Seite jenen Gartenlaubenausfall […].“

## Zitate
„Der Hermann-Artikel rührt von einem gewissen Heinrich Beta her (hieß in seiner Heimath Bettziech), einem Literaten aus der Preußischen Provinz Sachsen, der seine journalistische Carriere um das Jahr 1837 als Mitarbeiter an dem Berliner Blatte Der Gesellschafter begann. In den vierziger Jahren verlegte er sich auf das Witze machen und redigirte zu Berlin ein Scherzblatt: die Staffette. Er ist kein eigentlicher Flüchtling, insofern kein gerichtliches Urtheil gegen ihn vorliegt; wohl ist er nach 1848 aus Berlin ausgewiesen worden, worauf er nach London ging. Hier schrieb er im Jahre 1851 ein Witzblatt, betitelt How do you do. Er ist Mitarbeiter am Brockhaus’schen Conversationslexicon, einem Stuttgarter illustrirten Blatte und anderen Deutschen Journalen halb belletristischen, halb politischen Inhalts. Während des hiesigen Aufenthaltes des Preußischen Agenten Fontane war er dessen literarischer Handlanger. Kürzlich hat er einen Londoner Fremdenführer (Leipzig bei Weber) herausgegeben.“

„Die Leser der ersten vier oder fünf Jahrgänge werden sich noch mit Vergnügen der trefflichen Schilderungen aus überseeischen Ländern, namentlich aber aus London, erinnern die in den Jahren 1853 bis 1857 fast in jeder Nummer unserer Zeitschrift zur Erscheinung kamen. Damals mußte trotz der garantirten Preßfreiheit noch jedes Wort vorsichtig abgewogen werden, und Beta verstand es vortrefflich, in der unschuldigsten, harmlosesten Form der Schilderung alle die Principien und freiheitlichen Fragen wieder zur Geltung zu bringen, für die wir früher gestritten und gelitten. Sein feines Gefühl für alles Edle und Humane, sein unablässiges Streben, der Menschheit und namentlich der ärmeren lasse derselben, zu nützen, sein scharfer und praktischer Blick, machten ihn zum wahrhaft genialen Pfadfinder auf der Suche nach Stoffen, die er alle im Sinne des Volkswohls und der Humanität zu verwerten wußte. Ob ‚Afrikanisches Palmenöl‘ oder ‚Londoner Krystallpalast‘, ob ‚Markthallen‘ oder ‚Krankenhäuser‚ – er verstand es überall den guten Kern und die Nutzanwendung zur Förderung des allgemeinen Wohls herauszufinden und in liebenswürdiger, warmer und geistreicher Weise zu motiviren. Wenn hier und da auch etwas flüchtig und sanguinisch – anregend und erfrischend waren diese Artikel sämmtlich und haben viel und nachhaltig gewirkt.“

## Werke (Auswahl)
- Werdelust des Hallischen Dichterbundes. Eduard Anton, Halle 1838 (darin Gedichte von Heinrich Bettziech)
- Heinrich Beta: Das Jubeljahr 1840 und seine Ahnen. Vergangenheit als Gegenwart. Berlin 1840
- Heinrich Beta: Das Nibelungenlied als Volksbuch. In neuer Verdeutschung. Vereins-Buchhandlung, Berlin 1840; archive.org.
- Heinrich Bettzich (Beta): Geld und Geist. Versuch einer Sichtung und Erlösung der arbeitenden Volks-Kraft. A. W. Hayn, Berlin 1845; archive.org.
- Beta: Berlin und Potsdam. Ihre Vergangenheit, Gegenwart und Zukunft. J. Poppel und M. Kurz, München 1846; archive.org. Faksimile-Ausgabe: Jürgen Schacht, Berlin 1977.
- Heinrich Beta: Beta’s Freihandels-Katechismus. A. Weinholz, Berlin 1847
- Berlin’s Revolutions-Feier am 4. Juni 1848. Leopold Schlesinger, Berlin 1848 (Flugblatt)
- H. Beta: Sünden-Register der Preußischen Regierung seit der Revolution: Ehrlichkeit ist die beste Politik. Schlesinger, Berlin 1848 (Flugblatt).
- Beta: Herrn Schampelmeier’s humoristische Wallfahrten. Erste Fahrt. Schlesinger, Berlin (1848).
- H. Beta: Berlin an die Aufwiegler der Provinzen. Ein wahres Wort zur Scheidung zwischen Lüge und Wahrheit. Berlin ist an Allem Schuld! Der Bauer will zur Vernichtung Berlins beitragen. Hirschfeld, Berlin 1848 (Flugblatt)
- Beta: Die rothe Fahne wird über ganz Europa wehen! Eine Prophezeiung der neuen Preussischen Zeitung . Friedrich Gerhard, Berlin 1850; archive.org.
- Beta: Deutschlands Untergang und Aufgang durch Amerika. J. C. J. Raabé & Comp., Cassel 1851; hs-fulda.de
- Heinrich Bettziech-Beta: Benjamin Franklin. Sein Leben, Denken und Wirken. F. A. Brockhaus, Leipzig 1853 (Unterhaltende Belehrungen zur Förderung allgemeiner Bildung: Achtzehntes Bändchen)
- H. Bettziech-Beta: Der Kristallpalast zu Syndenham, seine Kunsthallen, sein Park und seine geologische Insel. J. J. Weber, Leipzig 1856 („Weber Illustrirte Reisebibliothek“) Textarchiv – Internet Archive
- B.: Ferdinand Freiligrath. Lebensskizze mit Portrait. In: Die Gartenlaube, Heft 43, 1859, S. 618–620
- H. Beta: Ein deutscher Freihandelsapostel. In: Die Gartenlaube, Heft 17, 1863, S. 266–270
- H. Beta: Deutsche Früchte aus England. Erzählungen und Erlebnisse. 2 Bände. Grunow, Leipzig 1865
- H. Beta: Aus dem Herzen der Welt. Erzählungen nach Erlebnissen. 2 Bände. Grunow, Leipzig 1866
- H. Beta: Die Bewirthschaftung des Wassers und die Ernten daraus. Wintersche Verlagshandlung, Leipzig / Heidelberg 1868; Textarchiv – Internet Archive
- H. Beta: Neue Werke und Winke für die Bewirthschaftung des Wassers (Hydronomie). Wintersche Verlagshandlung. Leipzig und Heidelberg 1870 Digitalisat
- H. Beta: Die Stadt-Gifte und deren Umwandlung in neue Geld- und Lebensquellen unter Leitung eines Deutschen Gesundheits-Parlamentes. Wilh. Logiers’ Buchhandlung, Berlin 1870, ubka.uni-karlsruhe.de
- Heinrich Beta: Das Neue Deutsche Reich auf dem Grunde Germanischer Natur und Geschichte. Wintersche Verlagshandlung. Leipzig und Heidelberg 1871
- H. Beta: Die Geheimmittel- und Unsittlichkeits-Industrie in der Tagespresse. Lüderitz’sche Verlagsbuchh., Carl Habel, Berlin 1872 (Deutsche Zeit und Streitfragen I. Jahrgang Heft 11)
- H. Beta: Die Dichtkunst der Börse. Lüderitz’sche Verlagsbuchh., Carl Habel, Berlin 1873 (Deutsche Zeit und Streitfragen II Heft 32)
- H. Beta: Die Nixenhöhle. Erzählung aus dem Englischen Leben. F. Stamm’s Verlags-Expedition, Leitmeritz (1890) (Abend-Blätter. Lieferung 148–177)